# Marele Premiu al Stiriei din 2021
Marele Premiu al Stiriei din 2021 (cunoscut oficial ca Formula 1 BWT Grosser Preis der Steiermark 2021) a fost o cursă de Formula 1 care s-a desfășurat între 25 și 27 iunie 2021 în Spielberg, Austria. Cursa a fost cea de-a opta etapă a Campionatului Mondial de Formula 1 din 2021.

## Clasament

### Calificări
| Poz.                 | Nr. | Pilot              | Constructor               | Timpi calificări | Timpi calificări | Timpi calificări | Grila finală |
| Poz.                 | Nr. | Pilot              | Constructor               | Q1               | Q2               | Q3               | Grila finală |
| -------------------- | --- | ------------------ | ------------------------- | ---------------- | ---------------- | ---------------- | ------------ |
| 1                    | 33  | Max Verstappen     | Red Bull Racing-Honda     | 1:04,489         | 1:04,433         | 1:03,841         | 1            |
| 2                    | 77  | Valtteri Bottas    | Mercedes                  | 1:04,537         | 1:04,443         | 1:04,035         | 5            |
| 3                    | 44  | Lewis Hamilton     | Mercedes                  | 1:04,672         | 1:04,512         | 1:04,067         | 2            |
| 4                    | 4   | Lando Norris       | McLaren-Mercedes          | 1:04,584         | 1:04,298         | 1:04,120         | 3            |
| 5                    | 11  | Sergio Pérez       | Red Bull Racing-Honda     | 1:04,638         | 1:04,197         | 1:04,168         | 4            |
| 6                    | 10  | Pierre Gasly       | AlphaTauri-Honda          | 1:04,765         | 1:04,429         | 1:04,236         | 6            |
| 7                    | 16  | Charles Leclerc    | Ferrari                   | 1:04,745         | 1:04,646         | 1:04,472         | 7            |
| 8                    | 22  | Yuki Tsunoda       | AlphaTauri-Honda          | 1:04,608         | 1:04,631         | 1:04,514         | 11           |
| 9                    | 14  | Fernando Alonso    | Alpine-Renault            | 1:04,971         | 1:04,582         | 1:04,574         | 8            |
| 10                   | 18  | Lance Stroll       | Aston Martin-Mercedes     | 1:04,821         | 1:04,663         | 1:04,708         | 9            |
| 11                   | 63  | George Russell     | Williams-Mercedes         | 1:05,033         | 1:04,671         | N/A              | 10           |
| 12                   | 55  | Carlos Sainz Jr.   | Ferrari                   | 1:04,859         | 1:04,800         | N/A              | 12           |
| 13                   | 3   | Daniel Ricciardo   | McLaren-Mercedes          | 1:05,142         | 1:04,808         | N/A              | 13           |
| 14                   | 5   | Sebastian Vettel   | Aston Martin-Mercedes     | 1:05,051         | 1:04,875         | N/A              | 14           |
| 15                   | 99  | Antonio Giovinazzi | Alfa Romeo Racing-Ferrari | 1:05,092         | 1:04,913         | N/A              | 15           |
| 16                   | 6   | Nicholas Latifi    | Williams-Mercedes         | 1:05,175         | N/A              | N/A              | 16           |
| 17                   | 31  | Esteban Ocon       | Alpine-Renault            | 1:05,217         | N/A              | N/A              | 17           |
| 18                   | 7   | Kimi Räikkönen     | Alfa Romeo Racing-Ferrari | 1:05,429         | N/A              | N/A              | 18           |
| 19                   | 47  | Mick Schumacher    | Haas-Ferrari              | 1:06,041         | N/A              | N/A              | 19           |
| 20                   | 9   | Nikita Mazepin     | Haas-Ferrari              | 1:06,192         | N/A              | N/A              | 20           |
| Regula 107%:1:09,003 |     |                    |                           |                  |                  |                  |              |
| Sursa:               |     |                    |                           |                  |                  |                  |              |

Note
- ^1 – Valtteri Bottas a primit o penalizare de trei locuri pe grila de start pentru conducere periculoasă în timpul celei de-a doua sesiuni de antrenamente.[4]
- ^2 – Yuki Tsunoda a primit o penalizare de trei locuri pe grila de start pentru că l-a încurcat pe Valtteri Bottas în timpul calificărilor.[5]

### Cursa
| Poz.                                                               | Nr. | Pilot              | Constructor               | Tururi | Timp/Retras | Puncte |
| ------------------------------------------------------------------ | --- | ------------------ | ------------------------- | ------ | ----------- | ------ |
| 1                                                                  | 33  | Max Verstappen     | Red Bull Racing-Honda     | 71     | 1:22:18,925 | 25     |
| 2                                                                  | 44  | Lewis Hamilton     | Mercedes                  | 71     | +35,743     | 19     |
| 3                                                                  | 77  | Valtteri Bottas    | Mercedes                  | 71     | +46,907     | 15     |
| 4                                                                  | 11  | Sergio Pérez       | Red Bull Racing-Honda     | 71     | +47,434     | 12     |
| 5                                                                  | 4   | Lando Norris       | McLaren-Mercedes          | 70     | +1 tur      | 10     |
| 6                                                                  | 55  | Carlos Sainz Jr.   | Ferrari                   | 70     | +1 tur      | 8      |
| 7                                                                  | 16  | Charles Leclerc    | Ferrari                   | 70     | +1 tur      | 6      |
| 8                                                                  | 18  | Lance Stroll       | Aston Martin-Mercedes     | 70     | +1 tur      | 4      |
| 9                                                                  | 14  | Fernando Alonso    | Alpine-Renault            | 70     | +1 tur      | 2      |
| 10                                                                 | 22  | Yuki Tsunoda       | AlphaTauri-Honda          | 70     | +1 tur      | 1      |
| 11                                                                 | 7   | Kimi Räikkönen     | Alfa Romeo Racing-Ferrari | 70     | +1 tur      |        |
| 12                                                                 | 5   | Sebastian Vettel   | Aston Martin-Mercedes     | 70     | +1 tur      |        |
| 13                                                                 | 3   | Daniel Ricciardo   | McLaren-Mercedes          | 70     | +1 tur      |        |
| 14                                                                 | 31  | Esteban Ocon       | Alpine-Renault            | 70     | +1 tur      |        |
| 15                                                                 | 99  | Antonio Giovinazzi | Alfa Romeo Racing-Ferrari | 70     | +1 tur      |        |
| 16                                                                 | 47  | Mick Schumacher    | Haas-Ferrari              | 69     | +2 tururi   |        |
| 17                                                                 | 6   | Nicholas Latifi    | Williams-Mercedes         | 69     | +2 tururi   |        |
| 18                                                                 | 9   | Nikita Mazepin     | Haas-Ferrari              | 68     | +3 tururi   |        |
| Ab                                                                 | 63  | George Russell     | Williams-Mercedes         | 36     | Motor       |        |
| Ab                                                                 | 10  | Pierre Gasly       | AlphaTauri-Honda          | 1      | Accident    |        |
| Cel mai rapid tur: Lewis Hamilton (Mercedes) - 1:07,058 (turul 71) |     |                    |                           |        |             |        |
| Sursa:                                                             |     |                    |                           |        |             |        |

| Loc    | 1  | 2  | 3  | 4  | 5  | 6 | 7 | 8 | 9 | 10 | CMRT |
| Puncte | 25 | 18 | 15 | 12 | 10 | 8 | 6 | 4 | 2 | 1  | 1    |

## Clasamentele campionatelor după cursă
|   | Poz. | Pilot           | Puncte |
| - | ---- | --------------- | ------ |
|   | 1    | Max Verstappen  | 156    |
|   | 2    | Lewis Hamilton  | 138    |
|   | 3    | Sergio Pérez    | 96     |
|   | 4    | Lando Norris    | 86     |
| 1 | 5    | Valtteri Bottas | 74     |

|  | Poz. | Constructor           | Puncte |
|  | ---- | --------------------- | ------ |
|  | 1    | Red Bull Racing-Honda | 252    |
|  | 2    | Mercedes              | 212    |
|  | 3    | McLaren-Mercedes      | 120    |
|  | 4    | Ferrari               | 108    |
|  | 5    | AlphaTauri-Honda      | 46     |

- Notă: Doar primele cinci locuri sunt prezentate în ambele clasamente.